# Suzanne et le Pacifique
Suzanne et le Pacifique est un roman de Jean Giraudoux publié le 6 juillet 1921 aux éditions Émile-Paul frères.

## Résumé
La jeune Suzanne, 18 ans, née à Bellac, gagne un voyage autour du monde. Son bateau fait naufrage. Robinson Crusoé au féminin, elle se retrouve sur une île déserte du Pacifique. Elle y survit dans une nature généreuse. Elle arrive à gagner d'autres îles à la nage, dont une où se tiennent les dieux. Ce roman, d'une veine poétique, célèbre la nature comme une condition du bonheur de la vie humaine.

## Éditions
- Suzanne et le Pacifique, éditions Émile-Paul frères, 1921, lire en ligne sur Gallica.
- Suzanne et le Pacifique, dans « Œuvre romanesque », tome I, éditions Grasset, 1955.